# Jean Clair
Jean Clair (París, 20 de octubre de 1940) cuyo verdadero nombre es Gérard Régnier, es un escritor, historiador de arte, polemista y académico francés. Fue director del Museo Picasso de París. Es miembro de la Academia Francesa desde mayo del 2008.

## Datos biográficos
Hijo de padre agricultor socialista y de madre católica ferviente, Jean Clair nació en París, en el VI distrito. Fue alumno de los liceos Jacques-Decour, del cual es corrido por un enfrentamiento que tuvo con un profesor de francés, y Carnot, en donde es laureado (Zellidja). Ingresó después en khâgne al liceo Henri-IV. Después hace un doctorado en letras y finalmente se orientó a la historia del arte que estudió en la Sorbona en donde fue alumno de André Chastel y de Jean Grenier. Más tarde cursa un doctorado en historia del arte en el  Fogg Art Museum de la Universidad de Harvard gracias a una beca del financiero Arthur Sachs. Cuando estalla la guerra de Argelia, se acercó a la Unión de Estudiantes Comunistas.
Jean Clair se introdujo en el mundo literario y se desempeñó como cronista de arte en la La Nouvelle Revue française, dirigida entre otros por  Marcel Arland, Georges Lambrichs y Jacques Réda. A los 22 años de edad escogió su seudónimo de Clair, y en 1962 inició su carrera de escritor publicando su primera novela.
A los 26 años fue nombrado conservador de museos en Francia y poco después fue conservador en el Museo Nacional de Arte Moderno. Fue nombrado conservador general del patrimonio en 1989 y dirigió después el Museo Picasso de París. Fue comisario de muchas y diversas exposiciones en Francia y el extranjero: « Duchamp» (1977), « Les Réalismes» (1980), « Vienne» (1986), « L'âme au corps» (1993), « Balthus», « Szafran», « Mélancolie» (2005), « Crime et Châtiment» (2010), la Bienal de Venecia del Centenario.

## Reconocimientos
Fue elegido a la Academia Francesa el 22 de mayo de 2008, en el asiento número 39 que había ocupado Bertrand Poirot-Delpech.
También es miembro de la Academia del Morván desde el año 2010.
- 1988: Laureado por la Fundación Fritz Winter
- 1992: Premio Psyché
- 1993: Medalla de la Historia del Arte de la Academia de Arquitectura
- 2008: Oficial de la Orden Nacional al Mérito[5]
- Comendador de Artes y Letras
- Caballero de la Legión de Honor desde el 7 de julio de 1998, promovido a Gran Oficial el 13 de julio de 2012
- Gran Medalla de Oro de la República de Austria
- Gran Medalla de Oro de la ciudad de Viena

## Obra
- Les Chemins détournés, París, Gallimard, 1962
- Marcel Duchamp ou le Grand Fictif, París, Galilée, 1975
- Delvaux: catalogue de l'œuvre peint, en collaboration avec Michel Butor et Suzanne Houbart-Wilkin, Bruxelles, Production de la Société Nouvelle d'Éditions Internationales, 1975
- Considérations sur l'état des Beaux-Arts, París, Gallimard, 1983
- Méduse. Contribution à une anthropologie des arts du visuel, coll. « Connaissance de l'inconscient», París, Gallimard, 1989
- Le Voyageur égoïste, París, Plon, 1989
- Le Nez de Giacometti, París, Gallimard, 1992
- Les Métamorphoses d'Eros, París, Réunion des Musées Nationaux, 1996
- Sam Szafran, París, Skira, 1996
- La Responsabilité de l'artiste, París, Gallimard. « Le débat», 1997
- Balthus, Catalogue raisonné de l'œuvre complet, avec Virginie Monnier, París, Gallimard, 1999
- La Barbarie ordinaire. Music à Dachau, París, Gallimard, 2001
- Court traité des sensations, París, Gallimard, 2002
- La Déclaration, Douze remèdes à la douleur, París, Mercure de France, 2002
- Du surréalisme considéré dans ses rapports au totalitarisme et aux tables tournantes, París, Mille et Une Nuits, 2003
- D'un autre "anus solaire",  L'informe, París, Mercure de France, 2003
- Hansel et Gretel", La double vie des mères, París, L'Olivier, 2006
- Journal atrabilaire, París, Gallimard, 2006
- Malaise dans les musées, París, Flammarion, 2007, premio del Libro Incorrecto, 2008
- Lait noir de l'aube, París, Gallimard, 2007
- Autoportrait au visage absent, París, Gallimard, 2008
- La Tourterelle et le chat-huant, París, Gallimard, 2009
- Zoran Music: Apprendre à regarder la mort comme un soleil, con Charles Juliet e Ida Barbarigo, París, Somogy, 2009
- L'hiver de la culture, París, Flammarion, 2011
- Dialogue avec les morts, París, Gallimard, 2011
- Malestar en los museos, Gijón, TREA, 2011 ISBN 978-84-9704-607-7
- Hubris, París, Gallimard, 2012
- Le Temps des avant-gardes. Chroniques d’art 1968-1978, París, La Différence, 2012